# Hypulia continua
Hypulia continua är en fjärilsart som beskrevs av Walker 1861. Hypulia continua ingår i släktet Hypulia och familjen mätare. Inga underarter finns listade i Catalogue of Life.